# 12715 Godin
A 12715 Godin (ideiglenes jelöléssel 1991 GR2) a Naprendszer kisbolygóövében található aszteroida. Eric Walter Elst fedezte fel 1991. április 8-án.